# Stejar pufos

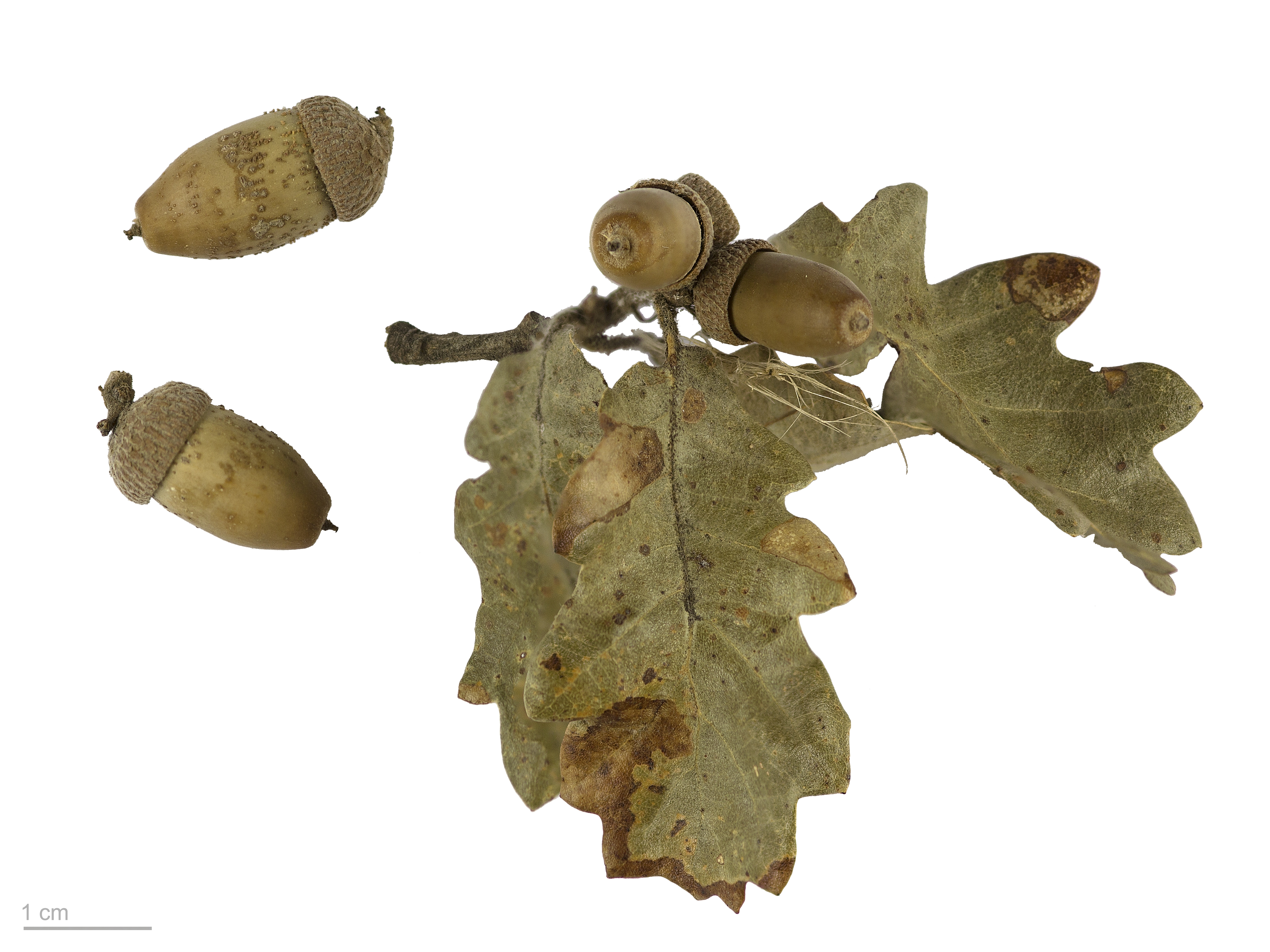
Quercus pubescens - MHNT

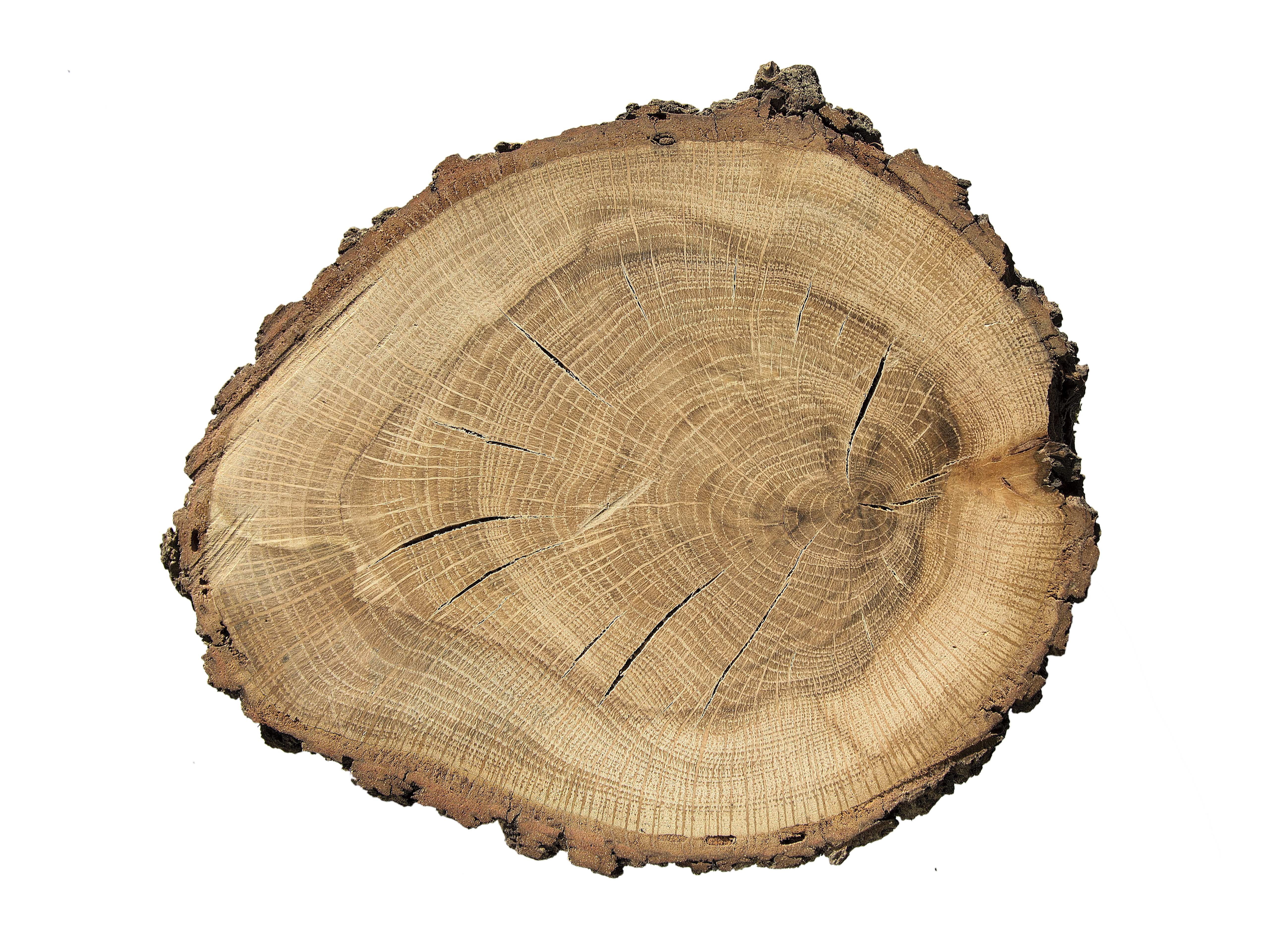
Quercus pubescens - MHNT

Stejarul pufos (Quercus pubescens) este un stejar din familia Fagaceae. Arborele este originar din sudul Europei și sud-vestul Asiei, din nordul Spaniei (Pirinei) până la est de Crimeea și Caucaz. Este, de asemenea găsit în Franța și părți din Europa Centrală, inclusiv România și Republica Moldova.

## Caracteristici
Este un arbore mic (de până la 10 metri înălțime), cu o coroană largă, uneori arbustă. Trunchiul este de multe ori sinuos. Lăstarii tineri sunt puternic pufoși. 
Frunzele au 5→10 cm lungime, foarte variabile în formă și dimensiune, cu 4-8 perechi de lame contondente sau ascuțite, de culoare verde închis, până la sub gri-verde. Cupola din jurul ghindei, de asemenea este pufoasă.

## Legături externe
- Flora Europaea: Quercus pubescens
- Bean, W. J. (1976). Trees and shrubs hardy in the British Isles 8th ed., revised. John Murray.
- Rushforth, K. (1999). Trees of Britain and Europe. HarperCollins ISBN 0-00-220013-9.
- fr Chênes: Quercus pubescens